# Svojsíkův závod
Svojsíkův závod je akce, kterou pravidelně, každé dva roky pořádá Junák – český skaut. Jednou za dva roky se sjíždí 28 chlapeckých a dívčích skautských družin, tedy asi 200 závodících dětí ze všech krajů České republiky, aby porovnaly své schopnosti, dovednosti a znalosti v široké škále disciplín. Již od svých vítězství v krajských kolech družiny plní celou řadu úkolů, které se promítají do konečného pořadí.
Velké finále Svojsíkova závodu je určené pro skauty a skautky ve věku 11–16 let a je vyvrcholením tradiční postupové soutěže 4–8členných skautských družin, která se pořádá již od roku 1946. Probíhá každé dva roky na třech úrovních – základní, krajské a celostátní. Cílem Svojsíkova závodu však není jen změření sil zúčastněných družin, ale hlavně podpora jejich fungování, spolupráce, obohacení oddílových programů a vedení k praktickému využití skautských dovedností. Celý závod je vždy protknut tzv. symbolickým rámcem.
V roce, ve kterém se nekoná Svojsíkův závod, se koná Závod vlčat a světlušek, toho se účastní skauti a skautky ve věku 7–11 let.

## Historie Svojsíkova závodu
První ročník se konal v roce 1946. Jeho historie je ale mnohem starší. Skauting je hra a tak různé typy soutěživých her – závodů nacházíme od samého počátku. Na Národních skautských slavnostech v roce 1922 se uskutečnil skautský závod hlídek – závodilo se ve stavbě a skládání stanů, signalizování, první pomoci a stopování. V rámci národního jamboree se konaly i závody lehkoatletické, ve volejbalu, v uměleckém projevu, plavecké a lodní závody. Skautský závod byl také součástí Táborů slovanských skautů, které se konaly koncem června roku 1931 v Praze. Šestičlenné hlídky soutěžily v uzlování, Kim-Setonovce, látání, morseovce, přechodu přes potok, přelézání ohrady, stavbě stanů, řezání dříví, vaření vody a v první pomoci.
V druhé polovině třicátých let byla celá řada branných závodů, kterých se skauti účastnili i je sami pořádali. Do těchto závodů patřily klasické skautské disciplíny (signalizace, uzlování, kimovka, znalost stromů, stavba stanů, řezání dříví, vaření, první pomoc, překonávání překážek, lasování, celkové vystupování). Konány též byly polní cvičení, kde se jednoznačně uplatnila práce s mapou a další skautská praxe. 
Rok 1946 byl vyhlášen jako "Svojsíkův rok", proto logicky i závod, při kterém si změřila svoji úroveň poválečná generace skautů a skautek byl nazván Svojsíkův závod. Bylo rozhodnuto o dvouleté periodě tohoto závodu.
- 1946 Praha – Strahov, Horní Černošice [3]
- 1948 nekonal se kvůli společenským změnám v Československu
- 1969 Rudná u Prahy
- 1991 Roztoky u Prahy
- 1993 Liberec – Lidové Sady
- 1995 Ostrava
- 1997 Kostelec nad Orlicí
- 1999 Říčany u Prahy
- 2001 Dolní Dobrouč
- 2003 Mariánská Týnice
- 2005 Lanškroun
- 2007 Tábor
- 2009 Nové Město na Moravě
- 2011 Mladá Boleslav
- 2013 Brno – Kaprálův Mlýn [4]
- 2015 Příbor [5][6]
- 2017 Humpolec (Orlovské lesy, Lipnice nad Sázavou) [7]
- 2019 Chrast [8]
- 2021 nekonal se z důvodu pandemie koronaviru a kvůli dvojitému přesunu Závodu vlčat a světlušek
- 2023 Bechyně (okres Tábor)
- 2025 zatím neurčeno